# César Pelli

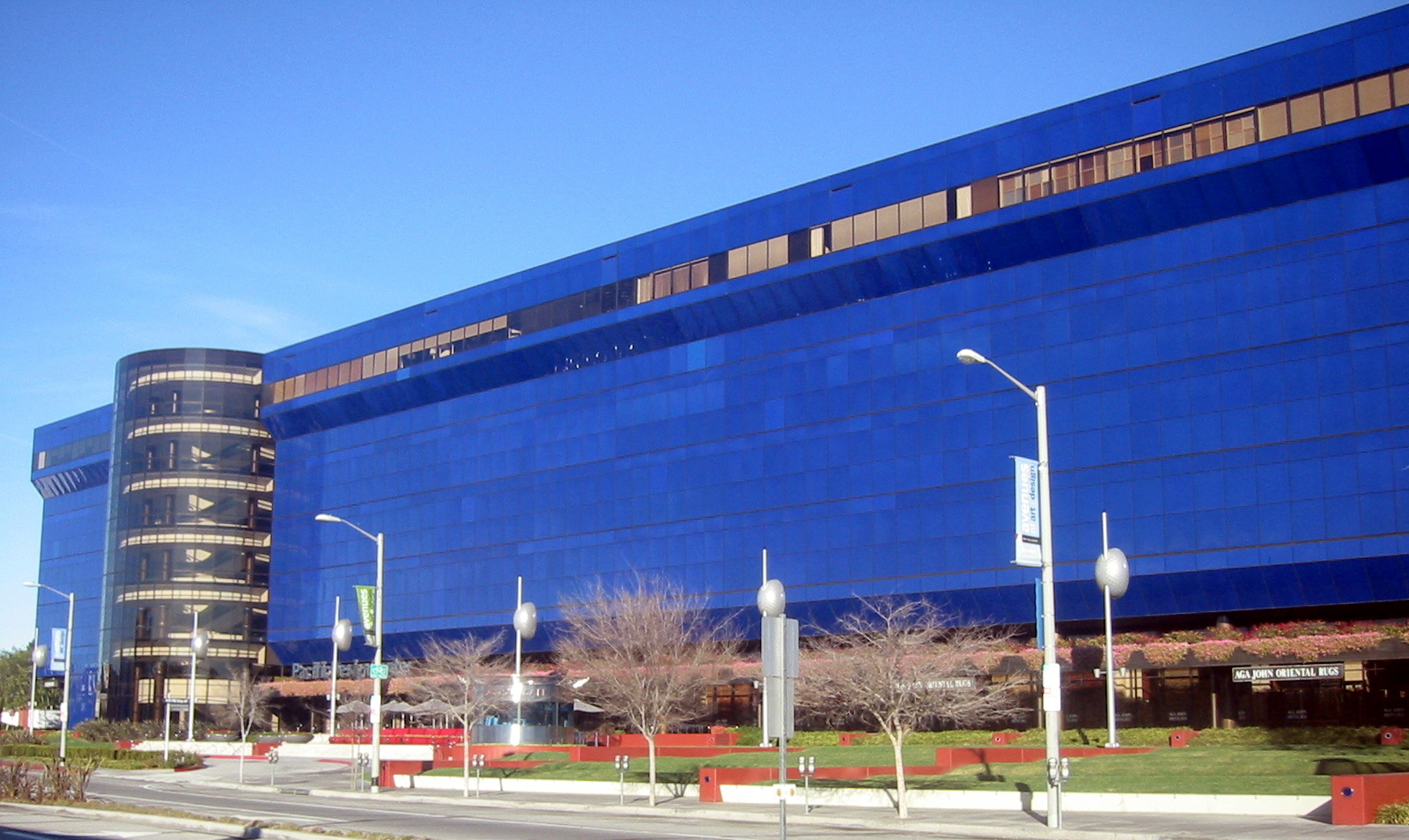
Pacific Design Center

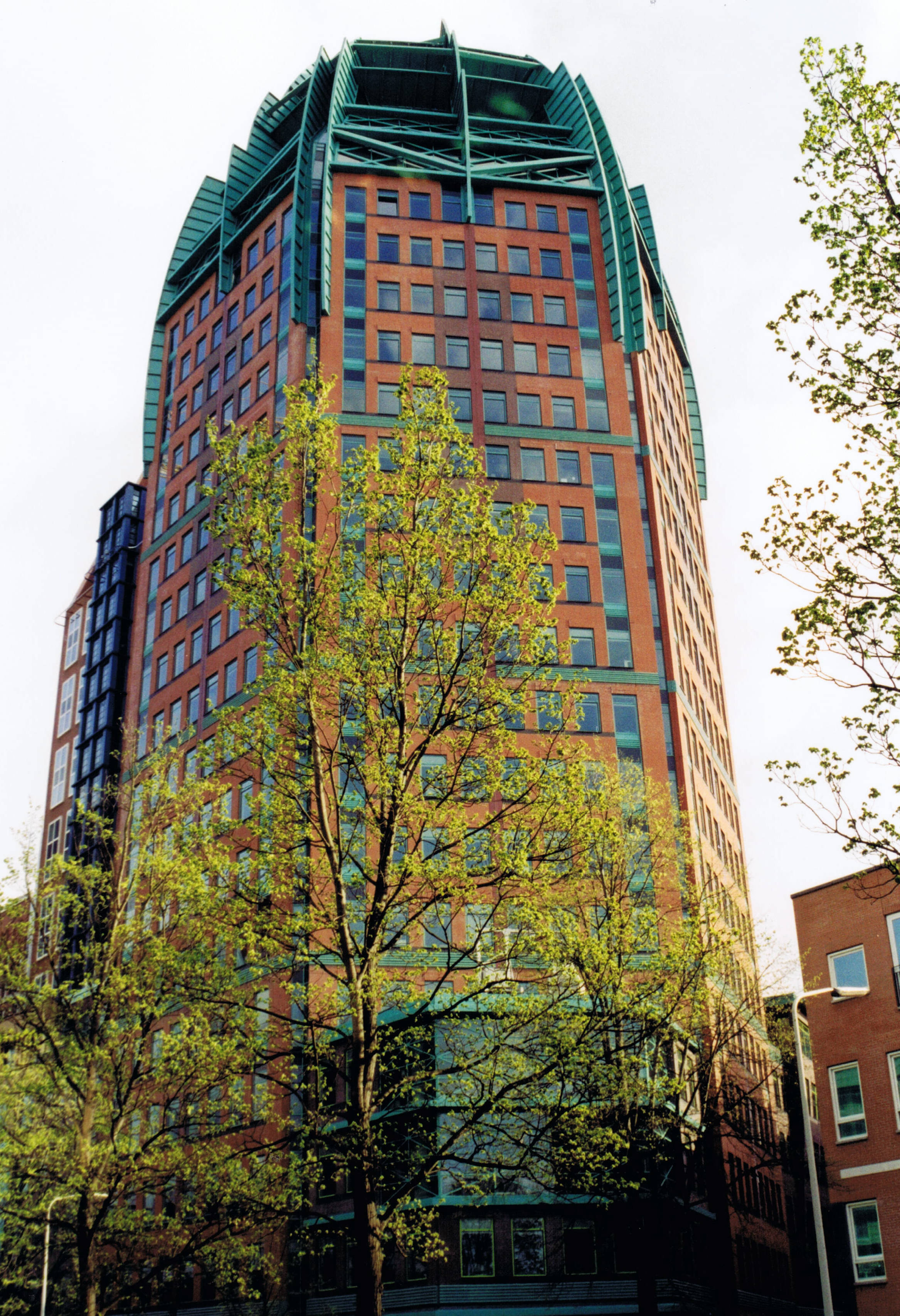
Zurichtoren in Den Haag

César Pelli (Tucuman, 12 oktober 1926 - New Haven, 19 juli 2019) was een van oorsprong Argentijns architect. Hij emigreerde in 1952 naar de Verenigde Staten en werd in 1964 Amerikaans staatsburger. Hij was van 1977 tot 1984 decaan aan de architectuurafdeling van de Yale-universiteit.

## Carrière
Pelli werd geboren op 12 oktober 1926 in San Miguel de Tucumán in Argentinië. Zijn vader was een ambtenaar, maar door de economische crisis raakte hij zijn baan kwijt en nam allerhande baantjes aan,  en zijn moeder was lerares. Pelli studeerde architectuur aan de plaatselijke universiteit. Hij studeerde in 1949 af, waarna hij goedkope woningbouwprojecten ontwierp. In 1952 ging hij naar de Universiteit van Illinois voor verder studies en behaalde zijn Master of Science in Architecture in 1954. Hij trouwde met de landschapsarchitect Diana Balmori (1932-2016), die als partner bij zijn bedrijf werkte. Ze kregen twee kinderen, Denis en Rafael Pelli (1926-). Rafael Pelli is ook architect geworden. In 1952 verhuisde het echtpaar naar New York en in 1964 kregen ze de Amerikaanse nationaliteit.
Na zijn afstuderen aan de Universiteit van Illinois ging Pelli werken voor Eero Saarinen in Michigan. Hier was hij betrokken bij het ontwerp van de TWA-terminal op het John F. Kennedy International Airport. In 1964 werd hij ontwerpdirecteur bij Daniel, Mann, Johnson Mendenhall in Los Angeles. Vier jaar later werd hij partner bij Gruen Associates in dezelfde stad. Pelli ontwierp zijn eerste opzienbarende gebouw met het Pacific Design Center in West Hollywood. Dat gebouw kwam in 1975 gereed en kreeg als bijnaam “Blauwe Walvis”. Terwijl hij in Los Angeles werkte gaf hij ook nog les in het architectuurprogramma aan de Universiteit van Californië - Los Angeles (UCLA).
In 1977 werd Pelli decaan van de Yale School of Architecture en hij bleef in deze functie tot 1984. Kort na zijn aankomst bij Yale kreeg hij de opdracht voor de uitbreiding en renovatie van het Museum of Modern Art in New York. Hij richtte zijn eigen bedrijf op, Cesar Pelli & Associates. Zijn bedrijf maakte ook het ontwerp voor het World Financial Center in New York.
Pelli werd in 1991 door het American Institute of Architects (AIA) uitgeroepen tot een van de tien meest invloedrijke levende Amerikaanse architecten. In 1995 ontving hij de gouden medaille van hetzelfde instituut.
Zijn stijl ontwikkelde en begon te experimenteren met nieuwe materialen, zoals roestvast staal, en de vorm van zijn wolkenkrabbers. One Canada Square in Canary Wharf te Londen werd geopend in 1991. In 1997 volgde de Petronas Twin Towers, omhuld met roestvast staal en reflecterende islamitische ontwerpmotieven. Deze dubbele torens waren tot 2004 de hoogste gebouwen ter wereld. In 2005 werd de bedrijfsnaam gewijzigd in Pelli Clarke Pelli Architects om de toenemende rol van zijn partners Fred Clarke en zijn zoon Rafael te reflecteren.
Pelli ging door en zijn bedrijf was betrokken bij de bouw van verschillende culturele en maatschappelijke projecten zoals kunstmusea, bibliotheken, concertgebouwen maar ook nog kantoortorens. In 2012 werd bij zijn Pacific Design Center een nieuw gebouw van zijn ontwerp geplaatst. In hetzelfde jaar werd The Landmark in Abu Dhabi opgeleverd en Torre Sevilla volgde drie jaar later in 2015. De Salesforce Tower in San Francisco werd door CTBUH uitgeroepen tot 's werelds beste hoge gebouw in 2019.
Hij overleed op 92-jarige leeftijd.

## Selectie van zijn ontwerpen
Pelli ontwierp onder andere:
- de Petronas Towers in Kuala Lumpur
- het 415,8 m hoge Two International Finance Centre in Hongkong
- de 777 Tower in Los Angeles
- het World Financial Center
- Winter Garden Atrium en Carnegie Hall Tower in New York
- de Torre Sevilla en Torre Iberdrola in Spanje
- One Canada Square in Londen
- het Pacific Design Center in West Hollywood
- Salesforce Tower in San Francisco
- een terminal van het Ronald Reagan Washington National Airport
- het glasgedeelte van het Museum of Modern Art
- de Zurichtoren in Den Haag
- de Torre UniCredit in Milaan

## Naslagwerken
- (en)  César Pelli César Pelli: Selected and Current Works (1994) ISBN 1875498133
- (en)  Pelli en Crosbie Petronas Towers: The Architecture of High Construction (2001) ISBN 0471495476
- (en)  Michael J. Crosbie Pelli: Life in Architecture (2019) ISBN 1864706937

- Bibsys: 90111421
- Biblioteca Nacional de España: XX1064274
- Bibliothèque nationale de France: cb151224361 (data)
- Catàleg d'autoritats de noms i títols de Catalunya: 981058609014906706
- CiNii: DA02013885
- Gemeinsame Normdatei: 118895826
- International Standard Name Identifier: 0000 0000 8174 6808
- Library of Congress Control Number: n80001164
- Nationale Bibliotheek van Letland: 000223613
- Bibliotheek van het Japanse parlement: 00452445
- Nationale Bibliotheek van Tsjechië: xx0141938
- Nationale bibliotheek van Australië: 35726455
- Nationale Bibliotheek van Israël: 987007457775605171
- Nationale Bibliotheek van Polen: a0000003770867
- Nationale en Universitaire bibliotheek Zagreb: 000514485
- Nederlandse Thesaurus van Auteursnamen: 089270835
- Réseau des bibliothèques de Suisse occidentale: 02-A003679885
- RKD-Nederlands Instituut voor Kunstgeschiedenis: 317855
- SNAC: w64x5fpm
- Système universitaire de documentation: 050586246
- Trove: 1060045
- Union List of Artist Names: 500023533
- Virtual International Authority File: 109411704
- WorldCat: E39PBJtmx6Qvd7w36PX4cvcdcP